# Provincia Enna
Enna este o provincie în regiunea Sicilia, Italia.